# Elena Duglioli
Elena Duglioli dall'Olio (Bologna, 1472 – Bologna, 23 settembre 1520) è stata una mistica italiana.
Il suo culto come beata è stato confermato da papa Leone XII nel 1828.

## Biografia
Figlia del notaio Silverio Duglioli e di sua moglie Pentisilea Boccaferri, in gioventù manifestò il desiderio di abbracciare la vita religiosa nel monastero delle clarisse del Corpus Domini ma, per compiacere i genitori, a 15 anni (o 17) accettò di sposare il notaio Benedetto dall'Olio, molto più anziano di lei (aveva 40 anni).
Dal matrimonio non vennero figli, tanto che si sparse la voce che il matrimonio non fosse stato mai consumato ed Elena fosse rimasta vergine. Non esiste conferma né smentita sulla veridicità di tale affermazione.
Legata alla chiesa di San Giovanni in Monte e alla comunità dei canonici regolari di Frigionaia che la officiava, promosse numerose opere di pietà e di culto. Ebbe fama di doni mistici e fu in contatto con molte illustri personalità ecclesiastiche della Bologna del tempo.
I suoi rapporti con la restaurata autorità papale dopo la caduta della signoria dei Bentivoglio (1506) furono buoni, tanto che il cardinale Francesco Alidosi, legato apostolico a Bologna, sostenne con cospicue donazioni le sue attività e le fece dono di una reliquia di santa Cecilia: la reliquia fu posta in una cappella di San Giovanni in Monte, per la quale fu commissionata una pala d'altare a Raffaello Sanzio.
Si diffuse anche (poco dopo il 1512) la leggenda che Elena sarebbe stata non figlia di un notaio bolognese bensì del sultano turco Maometto II.
Il marito morì nel 1516 e Elena visse piamente una breve vedovanza, durante la quale scrisse l'unica sua operetta morale di cui si abbia notizia (Brieve et signoril modo del spiritual vivere e di facilmente pervenire alla cristiana perfectione). Morì nel 1520.

## Culto
La Duglioli ebbe fama di santità già in vita e ancora dopo la morte: Prospero Lambertini (poi papa Benedetto XIV) la cita nel suo De Servorum dei beatificatione come esempio di spontaneo culto popolare.
Il suo corpo è custodito in una cappella della chiesa di San Giovanni in Monte.
Papa Leone XII ne autorizzò nel 1828 il culto come beata. Materialmente, fu la congregazione dei Riti a emettere il decreto del 26 marzo 1828 che le riconobbe il titolo di beata sulla base dell'esistenza di un culto ab immemorabili.
Il suo elogio si legge nel Martirologio romano al 23 settembre.